# Tvåtjärnarna (Alanäs socken, Jämtland, 712433-148138)
Tvåtjärnarna är en sjö i Strömsunds kommun i Jämtland och ingår i Ångermanälvens huvudavrinningsområde.